# 宝永永字丁銀
宝永永字丁銀（ほうえいえいじちょうぎん）とは、宝永7年3月6日（1710年4月4日）より鋳造が開始された丁銀の一種。秤量貨幣である。単に永字丁銀（えいじちょうぎん）とも呼ばれる。
また宝永永字丁銀および宝永永字豆板銀を総称して永字銀（えいじぎん）あるいは永中銀（えいちゅうぎん）、また単に中銀（ちゅうぎん）と呼ぶ。

## 概要
表面には「大黒像」および「寳」の文字および両端の二箇所の「宝」字に加えてその内側にやや小型の「永」字極印が打たれ「常是」の極印は無い。これは、元禄15年8月15日（1702年9月6日）、大黒常是（長左衛門家五代常栄）が関久右衛門の奸計により荻原重秀から召放しを受けた結果であった。永字丁銀の十二面大黒は未確認である。また「宝」字極印の玉の上部がウ冠まで突き抜けていることを特徴とする。

## 略史
元禄16年11月23日（1703年12月31日）に起きた元禄の関東大地震に続き、宝永4年10月4日（1707年10月28日）には全国的に大揺れとなった宝永の大地震、同11月23日（1707年12月16日）には富士山が噴火し江戸は火山灰の降灰に見舞われ、加えて将軍の代替り、皇居の建造など諸工事の必要経費がかさみ、幕府の財政はますます困窮した。
宝永6年正月10日（1709年2月19日）、五代将軍徳川綱吉が没し、徳川家宣が将軍職に就くこととなった。2月3日（1709年3月13日）、その代替わりの諸費用についてに家宣が重臣を集めて尋ねたところ、荻原重秀は相次ぐ天災対策費に加え、宝永5年3月8日（1708年4月28日）の宝永の大火における内裏炎上に伴う建替えなどの出費が嵩むとして幕府財政の窮状を訴え、この緊急事態を切り抜けるには金銀吹替えの他にないとした。
『折たく柴の記』常御座所改造及金銀改制廃止封事（引用）。
荻原重秀の訴えに対し、家宣は吹替え以外に手段は無いものかと下問したところ、新井白石が応えて意見を述べた。白石曰く、重秀の云うところの昨年充当した財源は一昨年の税収であり、37万両に加えて昨年の税収である76-7万両、合計110余万両があるはずである、各支出は重要性に応じて翌年までかけて分割して支払えば良いとした。
貨幣吹替えに消極的であった家宣は、「悪質なものを出せば天譴をうけて天災地変を生ずるおそれがある」と白石の意見を採りいれ、吹替えの建議を禁止した。
一方で新井白石らは宝永7年夏頃に市中に見慣れぬ悪銀が流通していることに気が付くが、これは宝永7年3月6日（1710年4月4日）に、将軍の承諾を取り付けることなく荻原重秀の計らいにより勘定組頭保木弥右衛門、勘定小宮山友右衛門の二人に連署させ、銀座の内々の証文によって、独断専行で銀貨吹替えを遂行したのであった。このため、旧銀貨との交換手続きおよび通用に関する触書などが出されることは無かった。但し、この証文には「急々御入用ニ付、御内意相伺、如レ此候」とあり、「内々の仰せ」として財政窮乏下の出費のため将軍家宣も黙認・内諾せざるを得なかった。
翌月4月2日（1710年4月30日）には三ツ宝銀、翌年8月2日（1711年9月14日）には四ツ宝銀と相次いで表向きは将軍の承諾なしに悪銀が鋳造され、市場には幾種もの銀が混在して流通し銀相場は混乱した。正徳4年8月2日（1714年9月10日）に良質の正徳銀が鋳造された後も暫く混在流通の状態は続き、享保3年閏10月（1718年）に出された御触れ「新金銀を以当戌十一月より通用可仕覚」により正徳銀が通用銀に変更された同年11月（1718年12月22日）までは三ツ宝銀・四ツ宝銀と共に通用銀としての地位を保持した。
漸く享保7年末（1723年2月4日）に元禄銀・二ツ宝銀・三ツ宝銀、および四ツ宝銀と共に通用停止となった。
一ヶ月足らずでさらに品位を低下させた三ツ宝銀の鋳造となったため、江戸時代の一般流通目的の丁銀としては鋳造期間が短く、かつ鋳造量が最も少なく、現存数も極めて稀少である。

## 宝永永字豆板銀

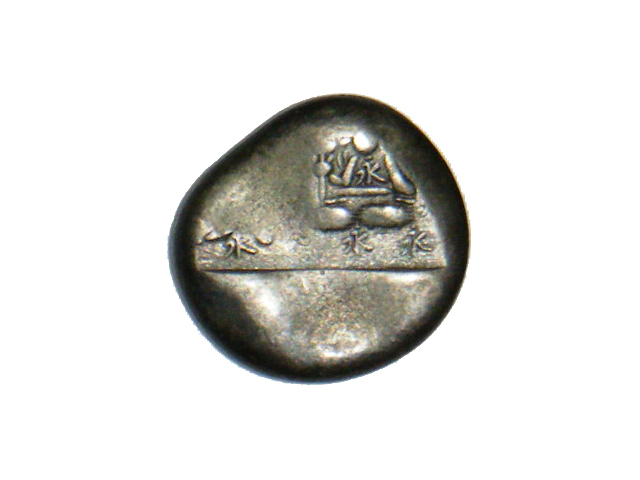
宝永永字豆板銀（永字小玉銀）

宝永永字豆板銀（ほうえいえいじまめいたぎん）は宝永永字丁銀と同品位の豆板銀で、「寳」文字および「永」字を中心に抱える大黒像の周囲に小さい「永」字が廻り配列された極印のもの「廻り永」を基本とする。
両面に大黒印の打たれた「両面大黒」は未確認であり、また「大字永」、「群永」あるいは「大字宝」なども確認されていない。宝永永字丁銀同様、豆板銀の中では鋳造量も現存数も最も少ない。

## 永字銀の品位
『旧貨幣表』によれば、規定品位は銀40%（五割六分引ケ）、銅60%である。
| 銀銅 |

明治時代、造幣局により江戸時代の貨幣の分析が行われた。古賀による永字銀の分析値は以下の通りである。
- 金0.08%
- 銀41.60%
- 雑58.32%

雑分はほとんどが銅であるが、少量の鉛などを含む。

## 永字銀の鋳造量
『吹塵録』および『月堂見聞集』によれば丁銀および豆板銀の合計で5,836貫余（約21.8トン）である。
公儀灰吹銀および回収された旧銀から丁銀を吹きたてる場合の銀座の収入である分一銀（ぶいちぎん）は永字銀では鋳造高の10%と従来より高く設定され、また吹替えにより幕府が得た出目（改鋳利益）は1,477貫余であった。